# Судини судин
Судини судин (лат. vasa vasorum) — мережа дрібних кровоносних судин, які постачають великі кровоносні судини.

## Анатомія
Судини судин виявляються у великих артеріях і венах, таких як аорта та її гілки. Дослідження, проведені за допомогою 3-вимірної мікророзрахункової томографії (3D Micro-CT) на свинячих і людських артеріях з різними руслами (або розташуваннями — не точний переклад) васкуляризації (кровопостачання), показали, що існують три різні типи ваза-вазорум:
- vasa vasorum internae (внутрішні ваза-вазорум), які виходять безпосередньо з головного просвіту артерії, а потім розгалужуються в судинній стінці.
- vasa vasorum externae (зовнішні ваза-вазорум), які виходять з гілок основної артерії, а потім заглиблюються назад у судинну стінку головної артерії.
- vasa vasorum venosae (венозні ваза-вазорум), які починаються в середині судинної стінки, але потім дренують (або стікають — неточний переклад) в головний просвіт або в гілки вени-супутниці (vena comitantis)[1].

Залежно від типу ваза-вазорум, одні проникають в стінки судини починаючись з інтими, тобто внутрішнього шару (tunica intima) — це внутрішні ваза-вазорум, інші — з адвентіційного шару (tunica adventicia) — це зовнішні ваза-вазорум. Через підвищені радіальний та циркулярний тиски всередині судинної стінки тих шарів, що ближче до головного просвіту артерії, зовнішні ваза-вазорум не можуть протікати через ці ділянки судинної стінки (створюється оклюзійний тиск).

### Структурні особливості
Структура ваза-вазорум варіює в залежності від розміру, функції та розташування судин. Клітини повинні бути в межах ширини декількох клітин, щоб залишатись життєздатними. В найбільших судинах ваза-вазорум проникає в зовнішній шар (адвентіційна оболонка) та середній шар (середня оболонка — tunica media) майже до внутрішнього шару (внутрішньої оболонки — tunica media). У менших судинах вони проникають лише в зовнішній шар. В найменших судинах власна судинна циркуляція живить стінки безпосередньо і вони взагалі не мають ваза-вазорум.
Раніше більшість авторів вважали що, ваза-вазорум частіше присутні в артеріях, ніж у венах, але зараз навпаки — частіше в венах, ніж в артеріях.
Тепер більшість авторів припускають, що ваза-вазорум може бути більше у великих венах, тому що парціальний тиск кисню і осмотичний тиск нижчі у венах. Це призвело би до додаткових ваза-вазорум, необхідних для достатнього живлення судин. Зворотнім аргументом є те, що в цілому стінки артерії товщі і м'ясисті, ніж вени, оскільки кров, що проходить через них, має вищий тиск. Це значить, що дифузія кисню до клітин зовнішньої (tunica adventicia) та середньої (tunica media) оболонок зайняла би більше часу, і в результаті чого потрібні були б ширші ваза-вазорум.
Цікавим фактом є те, що в низхідній частині аорти (aorta descendis) людини ваза-вазорум припиняє постачати стінки артерії киснем крові на рівні ниркових артерій. Таким чином, нижче цієї точки аорта залежить від дифузії її метаболічних потреб і є обов'язково помітно тоншою. Це призводить до збільшення ймовірності виникнення аневризми в цьому місці, особливо за наявності атеросклеротичних бляшок. Інші види, такі як собаки, мають ваза-вазорум нижче їх ниркових судинах, відповідно виникнення аневризм на даному проміжку є значно менш ймовірне.

## Зображення
- 2 Фото 2
- Фото 4
- Фото 5
- 1 Фото 1[недоступне посилання з січень 2021]
- labeled.jpg Фото 3[недоступне посилання з липня 2019]